# 瓦倫丁 (拉蒂博日)
瓦倫丁（捷克語：Valentin Hrbatý，約1485年—1521年11月13日），拉蒂博日公爵，揚五世的幼子，1506年至1521年在位。
瓦倫丁的兩個哥哥皆於1506年去世，他成為拉蒂博日公國的唯一統治者。瓦倫丁終生未婚，1521年去世，領地由他的舅舅、奧波列公爵揚二世繼承。